# Albert Lowagie
Albert Lowagie, född 22 september 1929, är en friidrottare från Belgien. Han deltog vid olympiska sommarspelen 1952.